# Acanthobrama hulensis
Acanthobrama hulensis és una espècie extinta de peix de la família dels ciprínids i de l'ordre dels cipriniformes que es trobava a Euràsia.
Els mascles podien assolir els 23 cm de longitud total.